# 月刊少年ブラッド
『月刊少年ブラッド』は、かつてモビーダ・エンターテインメントが発行していた日本の月刊漫画雑誌。発売はソフトバンククリエイティブ（現・SBクリエイティブ）。2006年4月12日に『ドリマガ』の増刊号として創刊、同年10月12日に休刊。創刊号（5月号）は240円、以降は290円と低価格路線を敷き、紙媒体だけでなくウェブコミック『Web★ブラッド』や携帯電話向けコンテンツ『ケータイ☆ブラッド』を同時展開していた。最終号である11月号では休刊ではなく、あくまで『Web★ブラッド』との合併であると発表、「休刊」という表現はなかった。
本誌の休刊後、編集部はモビーダ・エンターテインメントよりフレックスコミックスとして分社。本誌及び『Web★ブラッド』連載作品の一部は、2007年1月にYahoo! JAPAN内でオープンしたウェブコミック配信サイト『FlexComixブラッド』に引き継がれている。

## 掲載作品

### 連載
- エミル・クロニクル・オンライン外伝 デルタサーガ（津々巳あや）
- シチ＝フク（渡辺とおる）
- 拳鋼少女リク（弐篠重太郎）
- 本の元の穴の中（天乃タカ）
- ガレキの王 〜The King of Debris〜（麻生雄介）
- アクト・オン!（神矢みのる）
- クラシカルメドレー（歌那早苗）
- すいへーりーべ!（吾妻ナオミ）
- まじょま witch×maniac（神吉）
- Leader's High!（神堂あらし）
- デカ教師（馬場民雄）
- 源流武闘伝-ORIGIN-（フカキショウコ）
- 不思議流（不思議三十郎）
- X-assault -イグザルト-（原作：宗原光流、作画：シヒラ竜也）
- HOLA!! -オラ!!-（高山瑞穂）
- ことこと。 〜子と孤島〜（竹林月）
- ホームズ・ツインズ!（辻野よしてる）
- ブレイク ブレイド（吉永裕ノ介）

### 『Web★ブラッド』の連載作品
- ユルミとシメル（こいでたく）
- 不思議流★Web（不思議三十郎）
- 働け!! モトレンジャー!!（珠月まや）
- 神羅万送デリバリア（こやま基夫）
- ヒャッコ（カトウハルアキ）

### 読み切り
- キミに魅せる空（カザマアヤミ）
- ひるどら（唐花見コウ）
- WAPPA!!（山崎毅宜）
- えにしや妖忌譚（ヤミーゴ）
- Dragon Slayer（浅川圭司）
- 押せ!押せ!スタンプ学園!!（榎本マキ）
- MAID DE KNIGHT! -メイドでないと!-（TOBI）
- ホワイトタイガー（珈琲）
- 燃えよ!バーニングX（竹村洋平）